# Taça Guanabara de 1992
A Taça Guanabara de 1992 foi a 29ª edição da Taça e o primeiro turno do Campeonato Carioca de Futebol de 1992. O vencedor foi o Vasco da Gama.

## Fórmula de disputa
Os 26 participantes foram divididos em dois grupos: grupo A com 12 participantes e grupo B com 14 participantes. Na primeira etapa os times jogaram dentro de seus grupos apenas em jogos de ida. Os dois primeiros do grupo B, disputaram o segundo turno no grupo A. O primeiro colocado do grupo A foi o campeão.

## Grupo A
| 1  | Vasco da Gama        | 18 | 11 | 7 | 4 | 0 | 17 | 2  | +15 |
| 2  | Flamengo             | 16 | 11 | 7 | 2 | 2 | 26 | 10 | +16 |
| 3  | Bangu                | 16 | 11 | 6 | 4 | 1 | 14 | 7  | +7  |
| 4  | Botafogo             | 15 | 11 | 6 | 3 | 2 | 14 | 9  | +5  |
| 5  | Fluminense           | 14 | 11 | 5 | 4 | 2 | 21 | 11 | +10 |
| 6  | Madureira            | 14 | 11 | 5 | 4 | 2 | 9  | 11 | -2  |
| 7  | Volta Redonda        | 9  | 11 | 2 | 5 | 4 | 7  | 12 | -5  |
| 8  | América de Três Rios | 8  | 11 | 2 | 4 | 5 | 11 | 16 | -5  |
| 9  | Americano            | 7  | 11 | 3 | 1 | 7 | 12 | 18 | -6  |
| 10 | Campo Grande         | 5  | 11 | 2 | 1 | 8 | 6  | 21 | -15 |
| 11 | America              | 5  | 11 | 1 | 3 | 7 | 9  | 17 | -8  |
| 12 | Itaperuna[a]         | 0  | 11 | 1 | 3 | 7 | 8  | 20 | -12 |

- a. ^ O Tribunal de Justiça Desportiva (TJD/RJ) da Federação puniu o Itaperuna com a perda de cinco pontos por ter utilizado de forma irregular o lateral Júnior na derrota de 3 a 0 para o Vasco.

## Grupo B
| 1  | Goytacaz       | 19 | 13 | 7 | 5 | 1  | 17 | 4  | +13 |
| 2  | Olaria         | 17 | 13 | 7 | 3 | 3  | 20 | 9  | +11 |
| 3  | Friburguense   | 17 | 13 | 7 | 3 | 3  | 25 | 16 | +9  |
| 4  | Entrerriense   | 17 | 13 | 6 | 5 | 2  | 15 | 11 | +4  |
| 5  | Saquarema      | 16 | 13 | 5 | 6 | 2  | 15 | 11 | +4  |
| 6  | São Cristóvão  | 14 | 13 | 4 | 6 | 3  | 14 | 11 | +3  |
| 7  | Portuguesa-RJ  | 14 | 13 | 4 | 6 | 3  | 14 | 15 | -1  |
| 8  | Bonsucesso     | 13 | 13 | 5 | 3 | 5  | 12 | 13 | -1  |
| 9  | Mesquita       | 11 | 13 | 4 | 3 | 6  | 9  | 13 | -4  |
| 10 | Barra Mansa    | 11 | 13 | 3 | 5 | 5  | 10 | 13 | -3  |
| 11 | União Nacional | 11 | 13 | 3 | 5 | 5  | 7  | 11 | -4  |
| 12 | Paduano        | 9  | 13 | 3 | 3 | 7  | 10 | 16 | -6  |
| 13 | AA Cabofriense | 9  | 13 | 3 | 3 | 7  | 7  | 13 | -6  |
| 14 | Olympico       | 4  | 13 | 1 | 2 | 10 | 14 | 33 | -19 |

## O jogo do título[1]
| 4 de outubro | Flamengo    | 1 – 1     | Vasco                   | São Januário                                                                   |
|              | Rogério 55' | Relatório | Carlos Alberto Dias 76' | Público: 11 722 Renda: Cr$252.980.000,00 Árbitro: Sérgio Cristiano de Oliveira |

Flamengo: Gilmar, Cláudio, Wilson Gottardo (Luis Antônio), Júnior Baiano, Rogério e Piá; Fabinho, Júnior e Zinho; Paulo Nunes e Gaúcho. Técnico: Carlinhos
Vasco: Carlos Germano, Luís Carlos Winck, Tinho, Jorge Luiz e Cássio; Luisinho, Leandro (Carlos Alberto Dias), Bismarck e William; Edmundo e Roberto (Valdir). Técnico: Joel Santana

## Premiação
| Taça Guanabara de 1992            |
| Rio de Janeiro                    |
| --------------------------------- |
| VASCO DA GAMA Campeão (7º título) |